# Легостаево (Красноярский край)
Легостаево — село в Новосёловском районе Красноярского края России. Административный центр Легостаевского сельсовета.

## География
Село расположено в 14 км к северу от районного центра Новосёлово.

## Население
| 2010 |
| ---- |
| 438  |

Гендерный состав
По данным Всероссийской переписи населения 2010 года 194 мужчины и 244 женщины из 438 чел.